# Nate Diaz
Nathan Donald Diaz (Stockton, 16 april 1985) is een Amerikaans MMA-vechter. Hij is vooral bekend voor zijn periode bij de UFC. Diaz is de winnaar van seizoen vijf van de realityserie The Ultimate Fighter. Hij heeft een eerstegraadzwarteband behaald in Braziliaans jiujitsu onder leiding van Cesar Gracie. Hij is de jongere broer van voormalig Strikeforce- en WEC-weltergewichtkampioen Nick Diaz.

## Achtergrond
Nate Diaz en zijn broer Nick groeiden op in Stockton, Californië (netnummer 209). Stockton is berucht om buurten met veel criminaliteit. Hun moeder Melissa Diaz probeerde haar kinderen weg te houden van het bendegeweld. Ze besloot om te verhuizen naar Calif, een voorstad van Stockton. Nick begon op zijn veertiende te trainen en kreeg een contract bij de UFC. Op dat moment had Nate net de middelbare school afgerond. Hij wist niet wat hij verder moest gaan doen. Nick vroeg hem daarom te helpen bij het voorbereiden van zijn gevechten. Zo kreeg ook hij affiniteit met de sport.

## Ultimate Fighting Championship

### The Ultimate Fighter

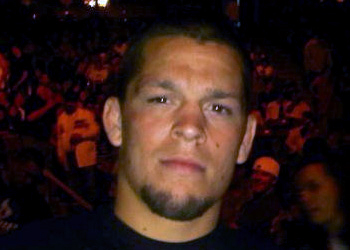
Nate Diaz

Op 21-jarige leeftijd verloor Nate een gevecht van Hermes Franca bij de WEC. Onzeker over zijn toekomst, kreeg hij een uitnodiging om deel te nemen aan seizoen vijf van de realityserie The Ultimate Fighter. Hij wilde eerst niet meedoen, maar na aandringen van zijn broer deed hij dit toch. Hij moest het opnemen tegen een veld van vijftien andere vechters. Diaz werd gekozen in het team van Jens Pulver. Hij won in zijn eerste gevecht in de tweede ronde van Rob Emerson met een verwurgingstechniek, een rear-naked choke. Vervolgens moest hij het opnemen tegen zijn teamgenoot, Corey Hill. Hij versloeg Hill in de eerste ronde door middel van een triangle choke. In de halve finale werd Gray Maynard in de tweede ronde verslagen met een guillotine choke. In de finale kwam hij uit tegen zijn teamgenoot, Manny Gamburyan. Die moest in de tweede ronde noodgedwongen opgeven, omdat hij een schouderblessure had. Zo werd Diaz de winnaar van seizoen vijf. Alle vier de gevechten waren voortijdig klaar en behoefden geen beslissing van de jury. De toernooiwinst leverde hem een contract op bij de UFC.

### Gevecht tegen Michael Johnson
Na bijna een jaar afwezig te zijn geweest, werd Diaz op 19 december 2015 unaniem gekozen tot winnaar van een gevecht in het lichtgewicht tegen Michael Johnson. Dit werd ook verkozen tot het gevecht van de avond. Direct na het gevecht werd Diaz in de octagon geïnterviewd. Nate nam geen blad voor de mond en verweet vedergewichtkampioen Conor McGregor dat hij alles waarvoor hij had gewerkt van hem afpakte. Hij doelde daarmee op de 'trash talk' die zij beiden gebruiken om hun tegenstanders te imponeren. De anderen kunnen daar niet tegen, volgens Diaz. Hij daagde McGregor uit en benadrukte dat hij de 'money fight' van de UFC is.

### Gevechten tegen Conor McGregor
Diaz had McGregor al een aantal keer verbaal aangevallen. Tijdens UFC 196 stond een gevecht om de lichtgewichttitel tussen Rafael dos Anjos en McGregor op het programma. Dos Anjos moest zich alleen terugtrekken wegens een blessure. Elf dagen voor het evenement kwam Diaz met de UFC overeen om als vervangende tegenstander te dienen voor McGregor op 5 maart 2016. Omdat Diaz geen tijd had om het benodigde gewicht te halen, werd het gevecht gehouden in het weltergewicht. Diaz versloeg de Ier, op dat moment de vedergewichtkampioen en favoriet bij de bookmakers, in de tweede ronde met een rear-naked choke. In het interview direct na het gevecht verklaarde Diaz: “I’m not surprised motherfuckers”. Dit is een catchphrase onder vechtsport-fans geworden. Het gevecht werd uitgeroepen tot gevecht van de avond en Diaz kreeg een bonus voor zijn prestatie.
McGregor zon op revanche en wilde het gevecht nog een keer doen. Het eerste gevecht leverde een pay-per-view op van: 1.600.000 verkoopcijfers. Dit maakte een tweede gevecht ook voor de UFC interessant. Het was eerst de bedoeling om het gevecht te laten plaatsvinden tijdens UFC 200, maar McGregor had onenigheid met de UFC over het aantal mediaoptredens dat hij moest doen. Het gevecht werd verplaatst naar UFC 202 op 20 augustus 2016. Ook dit gevecht werd in het weltergewicht gehouden, omdat McGregor onder dezelfde omstandigheden zijn verlies wilde goedmaken. Voorafgaand aan het gevecht was er een persconferentie. McGregor kwam te laat binnen en dit zinde Diaz niet. Hij vertrok een paar minuten nadat de Ier was gaan zitten. Het liep uit op een scheldpartij en er werden door de achterban van beide mannen over en weer flesjes en blikjes gegooid. Achteraf kregen beide vechters een boete opgelegd wegens wangedrag. Die van Diaz bedroeg 50.000 dollar.
McGregor wist het tweede gevecht, na vijf rondes van vijf minuten te hebben gevochten, met een majority decision naar zich toe te trekken. Dit maakte de onderlinge stand 1-1. Het tweede gevecht leverde een pay-per-view op van: 1.650.000 verkoopcijfers. Het gevecht werd door FOX Sports verkozen tot gevecht van het jaar. Diaz liet weten dat hij alleen nog zou vechten als hij een derde keer tegen de Ier mocht, of hij zou 20 miljoen dollar aangeboden moeten krijgen. De UFC-voorzitter, Dana White, vond dit echter geen goed idee. Diaz vroeg, in navolging van McGregor, een bokslicentie aan in de staat Nevada. Dit nadat McGregor zich begon voor te bereiden op een gevecht met Floyd Mayweather.

### Terugkeer in de UFC
Drie jaar na zijn tweede gevecht tegen McGregor ging Diaz toch weer de strijd aan met een andere tegenstander. Hij won in augustus 2019 op basis van een unanieme jurybeslissing van Anthony Pettis.
In november 2019 nam Diaz het op tegen Jorge Masvidal. UFC-voorzitter Dana White kondigde aan dat het gevecht in een uniek geval zou gaan om de feestelijke Baddest Motherfucker (‘BMF’)-riem. Diaz was aan de verliezende hand gedurende de drie rondes van het gevecht, totdat het uiteindelijk werd gestopt door de dokter vanwege een snee boven het oog van Diaz.
In juni 2021 vocht Diaz tegen Leon Edwards in de co-headliner van het evenement. Dit was de eerste keer in de UFC dat een gevecht dat geen hoofdevenement of titelgevecht was werd gepland voor vijf rondes. Edwards domineerde het grootste deel van het gevecht, maar werd laat in de vijfde ronde zwaar aangeslagen door stoten van Diaz. Diaz verloor het gevecht middels een unanieme jurybeslissing.

## Imago

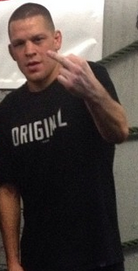

Nate is, net als zijn broer, controversieel. Zo is hij voorstander van het gebruik van cannabis. Nick is al eens geschorst vanwege het gebruik van dit middel. Nate verdedigde zijn broer door te zeggen dat het op aarde wordt gemaakt. Je plant het en je rookt het. Na UFC 202 rookte hij tijdens de persconferentie zelf een vape pen. Hier kreeg hij een waarschuwing voor.
Diaz verwijt anderen dat ze zich anders gaan gedragen zodra ze succes hebben. Hij bracht in 2006 het merk ‘Represent LTD’ op de markt. Het merk richt zich op de beste versie van jezelf tonen en met trots uitdragen waar je in gelooft. Diaz is het uithangbord van het merk en het is ook zijn kledingsponsor. Bij het merk hoort ook een YouTube-kanaal, genaamd 'Road 2 War'. Hierop staan filmpjes op tijdens 'fightweek' en wordt Diaz gevolgd achter de schermen. De Diaz-broers zijn trots op waar ze vandaan komen en laten vaak weten dat ze in 209 wonen.

## Overige
Diaz runt samen met zijn broer een eigen gym in Lodi.  Als het aan hem ligt vecht hij nooit op hetzelfde evenement als zijn broer of iemand anders van zijn team. Volgens hem is vechtsport een egoïstische sport. Tijdens een trainingskamp moet je gefocust zijn op je eigen gevecht. Hoe anderen het er vanaf brengen, kan alleen maar afleiden. Een normale trainingsdag van Diaz begint met een stukje hardlopen. Daarna gaat hij sparren, dat is boksen of kickboksen. Later die dag werkt hij aan zijn jiujitsu en het naar de grond brengen van zijn tegenstanders. Laat op de avond doet hij nog aan krachttraining. Ook probeert hij zo gezond mogelijk te leven. Hij is veganist en gelooft dat dit hem helpt bij zijn wedstrijden. Diaz is een southpaw, wat betekent dat hij linkshandig is. Hij wordt geroemd om zijn uithoudingsvermogen en het kunnen incasseren van stoten. Hij zei daarover: er zijn rondewinnaars (zij vechten om punten te scoren) en er zijn vechters (zij gaan voor de knock-out). Hij doet ook mee aan triatlonwedstrijden, waarbij je moet zwemmen, fietsen en hardlopen. Zelf zei Diaz daarover: het is niet moeilijk om gemotiveerd te blijven wanneer je actief bent in een sport waarin iedereen probeert om je knock-out te slaan.